# Spilosoma bergmani
Spilosoma bergmani är en fjärilsart som beskrevs av Felix Bryk 1942. Spilosoma bergmani ingår i släktet Spilosoma och familjen björnspinnare. Inga underarter finns listade i Catalogue of Life.